# Nika Klepac
Nika Klepac, född 23 januari 2002, är en kroatisk taekwondoutövare. 

## Karriär
I maj 2022 vid EM i Manchester tog Klepac silver i 73 kg-klassen efter en finalförlust mot franska Althéa Laurin. I juni 2023 vid europeiska spelen i Kraków-Małopolska tog hon brons i 73 kg-klassen.